# Bystraja (Kosyrewka)

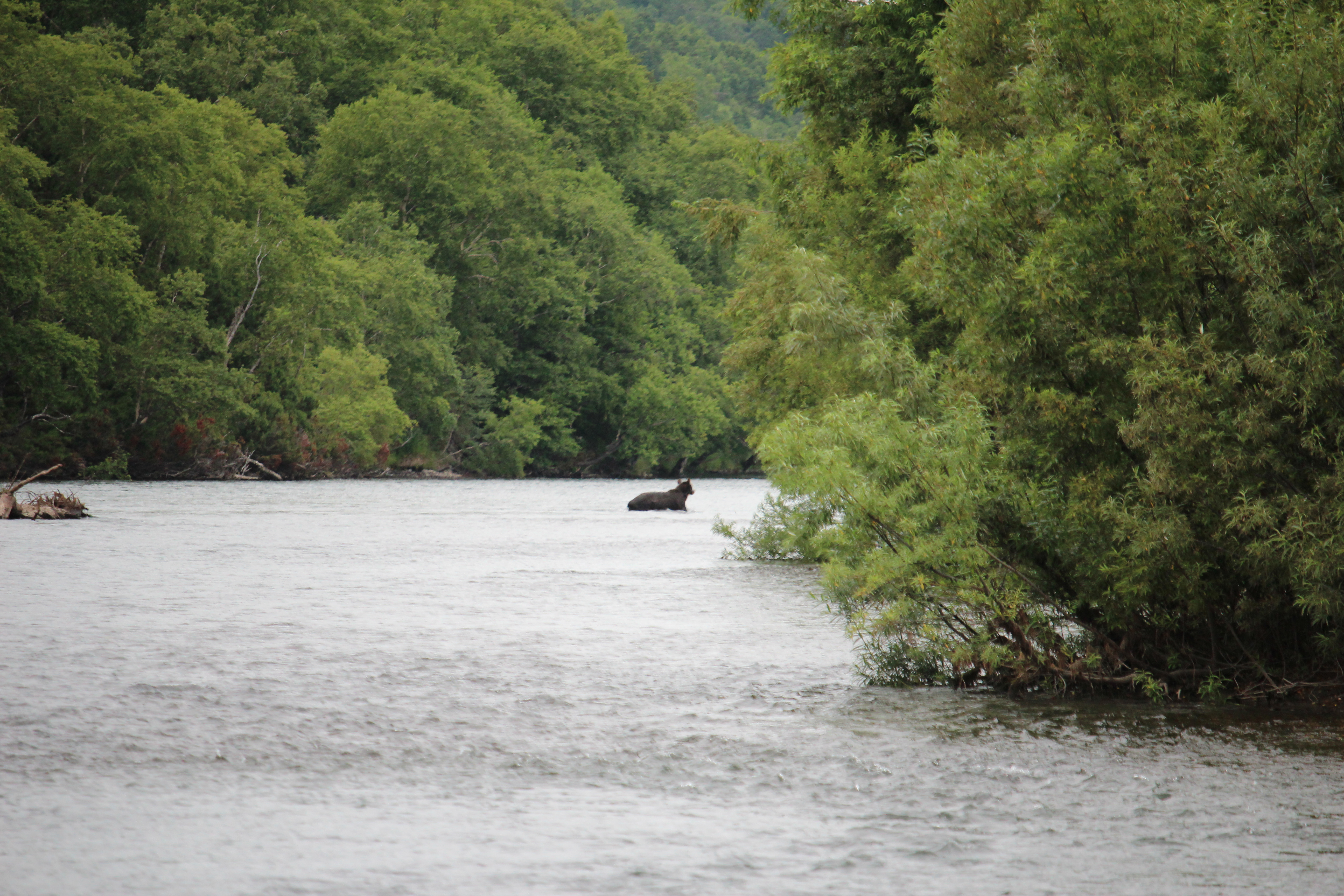
Bär im Fluss Bystraja auf Kamtschatka

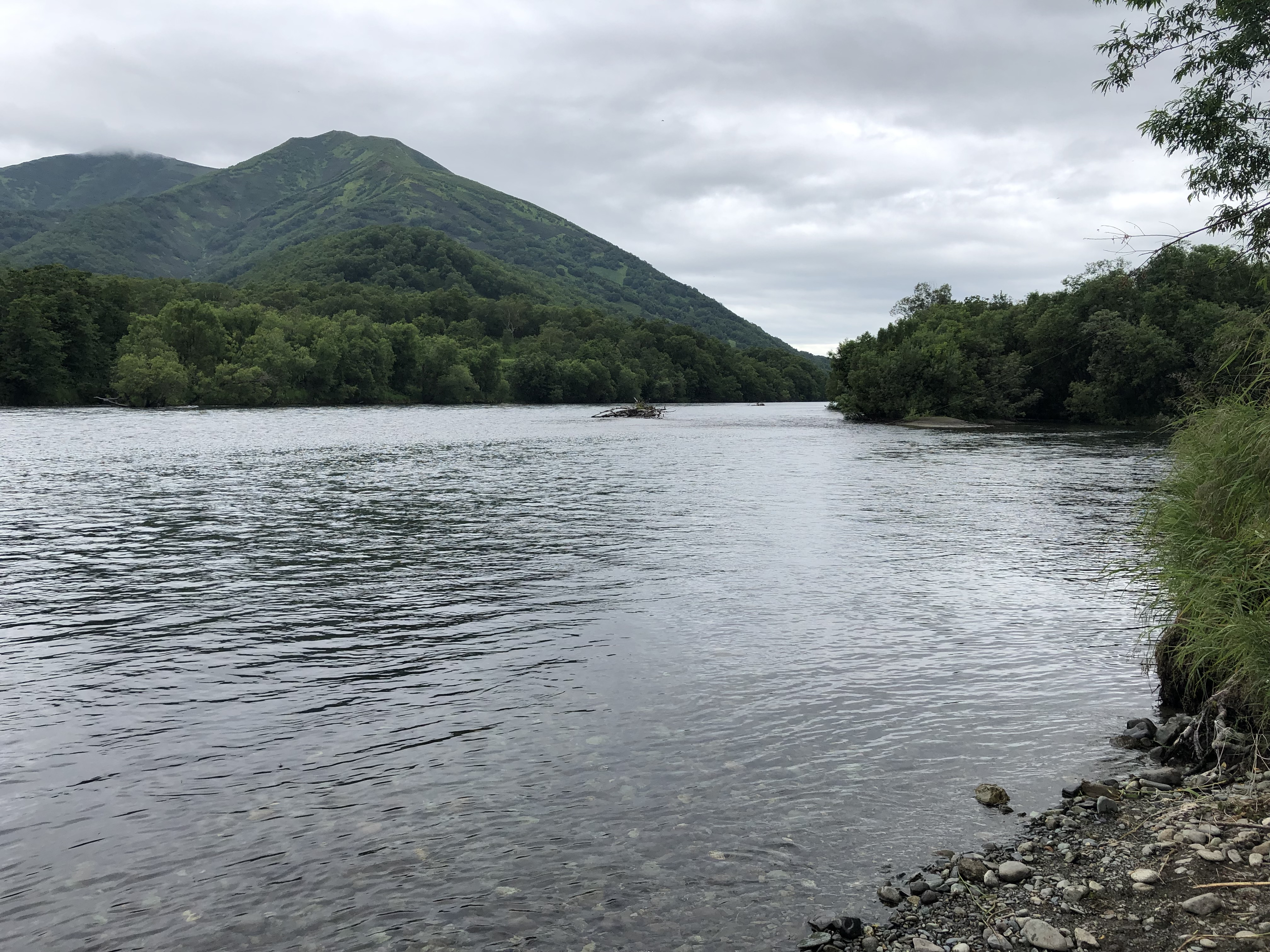
Blick auf den Fluss Bystraja, Kamtschatka

Die Bystraja (russisch Быстрая) ist ein linker Nebenfluss der Kosyrewka auf der Kamtschatka-Halbinsel. 
Die Bystraja entspringt an der Ostflanke des Sredinny-Höhenrückens, östlich des Schichtvulkans Itschinskaja Sopka. Sie fließt in nordnordöstlicher Richtung durch den Gebirgszug, bevor sie ihn in westsüdwestlicher Richtung durchbricht und das Tal des Kamtschatka-Flusses erreicht. Kurz vor der Mündung spaltet sich der Fluss auf. Der südliche Hauptarm trifft auf die Kosyrewka, 5 km vor deren Mündung in die Kamtschatka. Der nördliche kleinere Flussarm fließt direkt zur Kamtschatka. Die Bystraja hat eine Länge von 154 km. Sie entwässert ein Areal von 3830 km². 
In der Bystraja kommt die Regenbogenforelle und der Japan-Saibling vor. Im Sommer kommen hierher auch Lachse zum Laichen.